# Jieshi, Chongqing
Jieshi (kinesiska: 界石) är en köping i sydvästra Kina. Den ligger i stadsdistriktet Banan  i storstadsområdet Chongqing omkring 19 kilometer söder om det centrala stadsdistriktet Yuzhong. Antalet invånare är 47636. Befolkningen består av 23 495 kvinnor och 24 141 män. Barn under 15 år utgör 12,0 %, vuxna 15-64 år 76 %, och äldre över 65 år 11,0 %.